# Breutelia elongata
Breutelia elongata är en bladmossart som beskrevs av Mitten in F. Müller 1881. Breutelia elongata ingår i släktet gullhårsmossor, och familjen Bartramiaceae. Inga underarter finns listade i Catalogue of Life.